# Ken Ryker
Ken Ryker (ur. 17 sierpnia 1972 w Jeonju) − amerykański aktor erotyczny. W latach 1995–2004 występował w filmach pornograficznych skierowanych do homo-, hetero- i biseksualnych odbiorców. 

## Życiorys

### Wczesne lata
Urodził się w Chŏnju w Korei Południowej jako syn amerykańskich baptystów. Wychowywał się w Teksasie. Regularnie ćwiczył na siłowni i grał w drużynach piłkarskich i koszykarskich. 
Po ukończeniu szkoły średniej wstąpił do Korpusu Piechoty Morskiej Stanów Zjednoczonych, stając się żołnierzem Marines. Z szeregów wojska USA został oddalony po wypadku samochodowym, któremu uległ. Wówczas, jako dwudziestolatek, przeniósł się do San Fernando Valley wraz ze swoją ówczesną dziewczyną.

### Kariera
Znalazł własnego agenta, który pomógł mu rozpocząć karierę modela pornograficznego. Jego fotografie pojawiały się w magazynach o tematyce erotycznej: „Mandate” (w marcu 1995 i w grudniu 1998), „Advocate Classifieds” (w maju 1995), „Skinflicks” (w lipcu 1995), „Men” (w styczniu 1996), „Manshots” (w kwietniu 1996), „Skin Flicks” (w lipcu 1996), „Torso” (w sierpniu 1996 i w marcu 1999), „Spurs” (1996), „Unzipped” (w październiku 1998, we wrześniu 2000 i w sierpniu 2001), „Genre” (w październiku 1998),  „All Man” (w listopadzie 1998) czy „Playgirl” (w marcu 1995 i w lipcu 2000). W tym okresie również tańczył jako striptizer w klubach. 
W 1994 zadebiutował w gejowskim filmie porno New Pledgemaster. 
W 1995, podczas gali Adult Video News Awards (GayVN Awards) przyznano mu nagrodę w kategorii „Najlepszy debiutant”. Jeden z wczesnych projektów z jego udziałem, The Other Side Of Aspen IV: The Rescue (1996), jest jednym z najczęściej nabywanych gejowskich filmów erotycznych wszech czasów. Sukcesem okazała się także współpraca Rykera zawiązana z twórcami pornografii biseksualnej. 
W 1998 w Chicago wspólnie ze Steve'em Harperem zdobył nagrodę Grabby w kategorii „Najlepszy duet sceny seksu”. Wyróżniona została wówczas scena stosunku płciowego nawiązanego przez obydwu w filmie Ryker's Revenge (2003).
We wrześniu 2000 ogłosił, że wystąpi w Taking Chances, który miał zostać wydany przez dystrybutorów Men of Odyssey. Jednak film zatrzymał się w fazie przedprodukcyjnej i nigdy nie powstał. 
W 2001 otrzymał Cybersocket Web Award w kategorii „Najlepsza internetowa gwiazda porno”.
Pojawił się w Raw (2001) z Jeffem Strykerem i Deep Inside Nicole Sheridan (2003) z Devon. Gościł w telewizyjnym serialu dokumentalnym SexTV (2002-2003). Jednym z ostatnich jego filmów był Ryker's Web (2003), do którego samodzielnie napisał scenariusz i wyprodukował. 
Firma Falcon wykonała wierny odlew jego zewnętrznych narządów płciowych i sporządziła ich silikonowe kopie w skali 1:1.
W 2000 osiedlił się w Los Angeles w Kalifornii i rozpoczął pracę dla Frixion Lube, firmy zajmującej się produktami erotycznymi, dystrybuującej swoje produkty. W 2004 zaprzestał grywać w filmach pornograficznych. 
Na początku 2009 roku przestał pracować w firmie Frixion Lube i rozpoczął pracę w branży nieruchomości.
W lipcu 2015 zajął siódme miejsce w rankingu „Najseksowniejsza gejowska gwiazda porno” (Los actores porno gay mas sexys listado 8), ogłoszonym przez hiszpański portal 20minutos.es.

## Życie prywatne
Po tym jak Ken Ryker przyznał się niemieckiemu aktorowi porno Halowi Rocklandowi, że doświadczył „duchowego przebudzenia” i miał poczucie winy z powodu swojej przeszłości, Hal i jego brat Vince Rockland po raz ostatni wzięli udział w Trzech braciach (Three Brothers, 1998), gdzie wystąpił też ich trzeci brat Shane Rockland, i opuścili gejowską branżę porno. Chociaż Ryker przekonywał, że nie wiedział o tym i nie był odpowiedzialny za jego odejście, reżyser wideo, Gino Colbert, twierdził, że Ryker powiedział mu, że Hal i Vince „znaleźli Jezusa i nie wrócą na plan filmowy”. 

Jak sam wyznaje, jest orientacji biseksualnej. 

Wierzę w dobro i zło. Nie ma nic złego w posiadaniu wartości i byciu w tej branży. Nadal możesz być uczciwy wobec ludzi, traktować ich uczciwie, być dla nich dobrym. To nie znaczy, że jestem fanatykiem Biblii. Oznacza to po prostu, że mam pewne standardy, którymi się kieruję. Jeśli chcesz nazywać mnie religijnym lub jakkolwiek inaczej, w porządku. Myślę, że to dobrze, jeśli ludzie mają pewne zasady, którymi żyją.

Ma za sobą zarówno związki z mężczyznami, jak i kobietami. Spotykał się z T.J. Hart (1999) i Keri Windsor (2002).
Miał wystąpić 5 maja 2011 w Micky's w West Hollywood na żywo z programem Ryker Hangs Out, organizowanym przez The Premiere Artists. Tymczasem 10 kwietnia jadąc samochodem pod wpływem alkoholu, uderzył w ścianę skalną, przetoczył się i przejechał po zboczu. W efekcie został zabrany do szpitala regionalnego z niewielkimi obrażeniami. Następnie został wysłany na kilkumiesięczny program leczenia alkoholowego.

## Nagrody i nominacje
| Rok  | Nagroda               | Kategoria                              | Film                   | Inni wykonawcy                 | Rezultat  |
| ---- | --------------------- | -------------------------------------- | ---------------------- | ------------------------------ | --------- |
| 1995 | GayVN Award           | Najlepszy debiut                       | The Renegade (1995)    | -                              | Wygrana   |
| 1995 | GayVN Award           | Najlepszy aktor                        | -                      | -                              | Wygrana   |
| 1995 | Men in Video Awards   | Gwiazda porno roku                     | -                      | -                              | Wygrana   |
| 1999 | Grabby Award          | Najlepsza scena seksu w duecie         | Ryker's Revenge (1999) | Steve Harper                   | Wygrana   |
| 1999 | Grabby Award          | Wall of Fame (Nagroda Honorowa Grabby) | -                      | -                              | Wygrana   |
| 2001 | Cybersocket Web Award | Najlepsza internetowa gwiazda porno    | -                      | -                              | Wygrana   |
| 2002 | GayVN Award           | GayVN Hall of Fame                     | -                      | -                              | Wygrana   |
| 2004 | Grabby Award          | Najlepsza scena triolizmu              | Ryker's Web (2003)     | Ian Gabriel i Anthony Holloway | Nominacja |

## Literatura
- Mickey Skee: Films of Ken Ryker. Companion Press, 1997. ISBN 978-1-889138-08-4.